# Hypsoblennius invemar
Hypsoblennius invemar és una espècie de peix de la família dels blènnids i de l'ordre dels perciformes.
És present des de Louisiana (Estats Units) i el Golf de Mèxic
fins a Rio de Janeiro (Brasil).
És un peix marí de clima tropical que viu fins als 3 m de fondària.
Els mascles poden assolir 5,8 cm de longitud total.
És ovípar.